# Bruno-Marie Béchard Marinier
Pour les articles homonymes, voir Béchard et Marinier.
 (septembre 2023).
Bruno-Marie Béchard Marinier (également connu sous le nom de Bruno-Marie Béchard) est un ingénieur québécois et est recteur honoraire de l'Université de Sherbrooke.

## Biographie
Bruno-Marie Béchard Marinier est né en 1964 à Laval. Après ses études en génie mécanique (spécialité robotique), Bruno-Marie Béchard Marinier fait d'abord carrière dans l'industrie aéronautique, principalement chez GE Canada Moteurs d'avions à Bromont. En 1992, il devient professeur à l'Université de Sherbrooke où il renouvelle et crée plusieurs cours en génie-qualité, en plus de lancer les premières activités de recherche dans ce domaine. Le professeur Béchard Marinier est notamment le cofondateur du Réseau universitaire mondial pour l'enseignement et la recherche en qualité, basé en Suisse.
En 1997, il est nommé directeur de la maîtrise en ingénierie et vice-doyen à la formation professionnelle et au transfert technologique à la Faculté de génie. En 1998, il est invité à joindre la direction de l'Université à titre de vice-recteur à l'administration. Puis, à 36 ans, le professeur Béchard Marinier est élu recteur de l'Université de Sherbrooke en 2001, devenant ainsi le plus jeune dirigeant d'université des Amériques. Son second mandat, non renouvelable, s'est terminé le 31 mai 2009,.  Il consacre ensuite une année sabbatique à l'étude des universités des sociétés émergentes d'Asie.
À l'invitation de l'ex-ministre et homme d'affaires François Legault en 2010, Bruno-Marie Béchard Marinier fait partie des douze personnalités fondatrices de la Coalition pour l'avenir du Québec, un mouvement non partisan qui veut proposer à la population québécoise et aux partis politiques en place un plan d'action rassembleur pour "remettre le Québec en marche".  Les travaux de cette coalition débouchent sur la publication d'un manifeste en novembre 2011, intitulé "Agir pour l'avenir", avec 20 propositions d'action dans cinq axes prioritaires : éducation, santé, économie, langue et culture, et intégrité.  M. Béchard Marinier prend ensuite ses distances lorsque la coalition se transforme en parti politique.

## Réalisations
Parmi les réalisations les plus marquantes du recteur Bruno-Marie Béchard Marinier, on note :
- la création du Pôle universitaire de Sherbrooke[6];
- l'instauration du transport en commun gratuit avec la Société de transport de Sherbrooke (STS) pour tous les étudiants de l'université[7];
- le déploiement d'un campus à Longueuil (premier édifice universitaire sur la Rive-Sud de Montréal) et sa mise en valeur par le nouveau nom de la station de métro Longueuil–Université-de-Sherbrooke[8];
- la reconnaissance de l'Estrie comme pôle d'excellence technologique du Québec;
- la création de l'Observatoire de l'environnement et du développement durable[9];
- l'ouverture de nouveaux campus conjoints à Saguenay au Québec et à Moncton au Nouveau-Brunswick;
- la campagne Ensemble (campagne de financement majeure regroupant cinq institutions d'éducation et de santé) [10] ;
- la mise en œuvre du Parc Innovation de l'Université de Sherbrooke[11] ;
- la tenue des Mondiaux Jeunesse 2003[12].

Bruno-Marie Béchard Marinier a contribué à ce que l'Université de Sherbrooke soit l'université de langue française la mieux cotée au Canada dans les deux grands classements d'universités au pays (Maclean's et The Globe and Mail) et qu'elle connaisse de 2001 à 2009 la plus forte croissance de toutes les universités au Québec.

## Reconnaissances
- En 2003, Bruno-Marie Béchard Marinier a reçu le prestigieux Canada’s Top 40 Under 40 Award décerné par The Caldwell Partners[14].
- Il a accédé à l'Académie canadienne du génie en 2004[15].
- Il a été nommé Grand Estrien 2009 par la Chambre de commerce régionale de l'Estrie[16].
- En 2009, il a également été reçu officier de l'ordre des Palmes académiques par le gouvernement français[17].